# Bridgwater
Bridgwater je obchodní město a civilní farnost v Somersetu ve Spojeném království. Je správním a průmyslovým centrem okresu Sedgemoor. Bridgwater se nachází na hlavních dopravních trasách přes jihozápadní Anglii. Podle sčítání lidu z roku 2011 žilo ve městě 35 886 obyvatel, včetně předměstí Wembdon a Hamp je pak počet obyvatel 41 276.
Bridgwater leží v zalesněné krajině, severně od něj se nachází kopce Mendips a západně kopce Quantock. Město se rozkládá po obou stranách řeky Parrett, 16 km od jejího ústí. Díky kanálu Taunton o délce 23,3 km bylo významným přístavem a obchodním centrem.

## Hospodářství
Již v roce 1300 se začala vyvážet pšenice, hrách a fazole do Irska, Francie a Španělska. V roce 1500 to byl největší přístav v Somersetu, později se stal pátým největším v Anglii, dokud ho nezastínil Bristol v 18. století. Za jeho rozkvětu se z města vyvážela pšenice, vlna, látky, cement, cihly a dlažba. Na rozdíl od Bristolu nebyl nikdy zapojen do obchodu s otroky a v roce 1797 byl prvním městem v Británii, které požadovalo, aby jej vláda zakázala.
Bridgwater je nyní hlavním centrem průmyslu v Somersetu s průmyslovými odvětvími jako výroba plastů, částí motorů, průmyslových chemikálií a potravin.

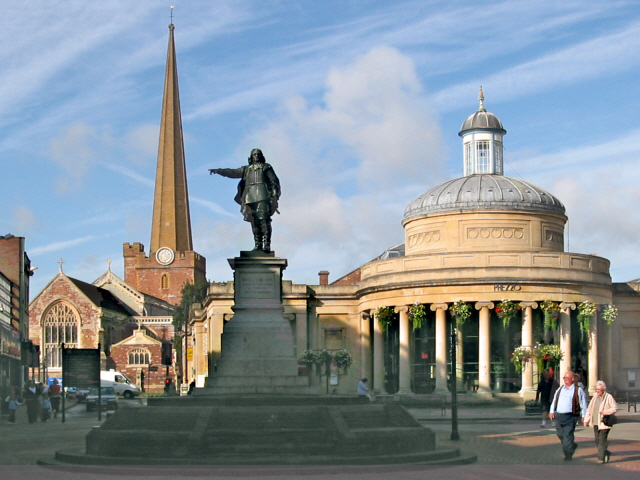
Admiral Blake Statue, Bridgwater

## Partnerská města
- Uherské Hradiště, Česko